# Anodizare

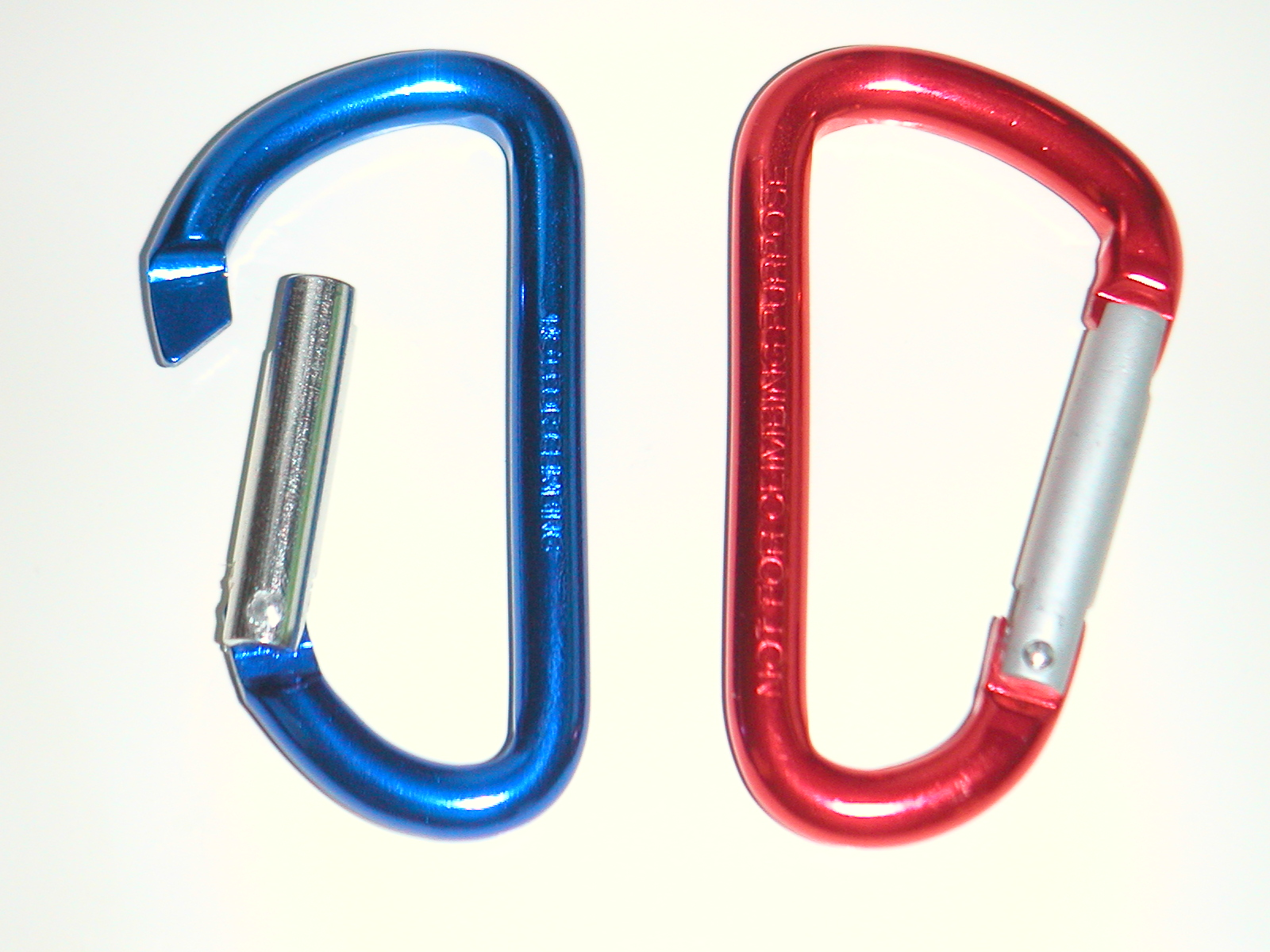
Aceste carabiniere din aluminiu au fost anodizate și ulterior vopsite.

Anodizarea (denumită câteodată și eloxare) este o metodă de pasivizare electrolitică ce ajută la acoperirea obiectelor (în special a celor fabricate din aluminiu) cu un film de oxid protector. Procesul are loc prin utilizarea obiectelor respective pe post de anod într-o celulă electrolitică în care se află un electrolit oxidant.
În urma anodizării, se crește rezistența la coroziune și de asemenea vopselele vor avea o mai bună adeziune de suprafața metalului. Filmul de oxid obținut prin anodizare nu conduce curentul electric.